# 小行星2476
小行星2476（2476 Andersen）是一颗绕太阳运转的小行星，为主小行星带小行星。该小行星于1976年5月2日发现。
該小行星以丹麥作家漢斯·安徒生命名。

## 轨道参数
小行星2476的轨道半长轴为3.0200911 UA，离心率为0.121。